# Памятник маршалу Жукову (Москва)
Па́мятник ма́ршалу Жу́кову — скульптурный монумент советскому полководцу Георгию Жукову в Москве. Установлен 8 мая 1995 года на Манежной площади перед Историческим музеем. Выполнен скульптором Вячеславом Клыковым совместно с архитектором Юрием Григорьевым в духе соцреализма.

## История

### Идея создания

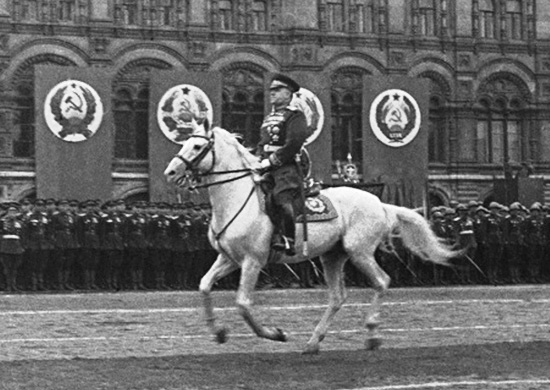
Маршал Жуков на Параде Победы, 1945 год

Первые попытки установить в Москве памятник маршалу Георгию Жукову предпринимались в конце 1980-х годов. Министерство культуры СССР объявило конкурс на лучший проект монумента полководцу. По его итогам выполнить памятник должен был скульптор Виктор Хачатурович Думанян, ранее изготовивший мемориал Жукову на его родине, в деревне Стрелковка Калужской области. Изначально монумент планировали возвести на Смоленской площади, однако по предложению московского управления ландшафтной архитектуры установить памятник решили на Манежной. В 1992 году работы над проектом памятника были остановлены.

### Установка памятника
Обсуждение проекта монумента возобновили в конце 1993 года. 27 января 1994 года на встрече с ветеранами в честь 50-летнего юбилея снятия блокады Ленинграда президент Борис Ельцин объявил, что памятник Жукову поставят на Красной площади перед Историческим музеем. Эту идею поддержали скульптор Вячеслав Клыков, получивший заказ на возведение монумента, и Маргарита Жукова — старшая дочь полководца. Инициатива была раскритикована представителями ЮНЕСКО, заявившими, что любое несогласованное изменение в архитектурном ансамбле Красной площади привело бы к её исключению из списка всемирного наследия.
Несмотря на то, что сооружение памятника были готовы спонсировать различные коммерческие организации, расходы по его установке решили оплатить из федерального бюджета. Указом от 9 мая 1994 года Борис Ельцин поручил выделить на возведение скульптуры 3,2 миллиона долларов США. 8 сентября того же года премьер-министр Виктор Черномырдин постановил разместить памятник в Парке Победы на Поклонной горе. Однако, согласно постановлению от 21 января 1995 года, для монумента определили место на Манежной площади перед зданием Исторического музея.
Торжественное открытие памятника состоялось 8 мая 1995 года — в канун 50-летней годовщины победы в Великой Отечественной войне.

### Попытка переноса
Памятник неоднократно подвергался критике со стороны общественных организаций и скульпторов. Вячеслав Клыков признавал, что окончательное место установки было выбрано неудачно: монумент стоит у северной стороны здания музея и часто оказывается в тени. Скульптор Зураб Церетели подчеркивал художественные недостатки памятника. Член Российской академии художеств Александр Рукавишников также охарактеризовал статую как профессиональную неудачу Клыкова. В целом недовольные памятником обращали внимание на несоблюдение скульптором пропорций в фигурах маршала и его коня. Свою работу автор характеризовал следующим образом:
Я знаю, что скульптура эта сделана профессионально, грамотно, как я её и задумал. Можно с памятником соглашаться или не соглашаться — я абсолютно уверен в том, что я всё сделал правильно и тот образ, та композиция, которая была задумана, — выполнены мной. Мне хотелось передать образ полководца, который, как бы натянув поводья, принес Победу к стенам древнего Кремля. Вот, собственно, какая была идея.
В октябре 2014 года Общество памяти Жукова направило в Мосгордуму предложение перенести на собственные средства памятник полководцу к его музею в Калужской области. По словам представителей общества, монумент выбивался из архитектурного ансамбля Манежной площади и затруднял проведение на ней массовых шествий и парадов. На месте старого памятника предполагалось установить новую скульптуру полководцу.
Несмотря на поддержку данной инициативы в Калужской области, комиссия по монументальному искусству при городской думе единогласно отклонила предложение о переносе памятника.

### Реставрация
20 марта 2020 года скульптура Клыкова была демонтирована для реставрации и временно заменена новой. 23 апреля 2020 года оригинальный памятник был возвращён на место. 27 апреля реставрация памятника была полностью завершена.

## Художественные особенности

Декорации вокруг памятника в мае 2016 года

Конная статуя маршалу Жукову выполнена в стиле социалистического реализма. Как отмечал сам скульптор, он начал работать над моделью памятника по личной инициативе без предварительного заказа. Ставя Жукова в один ряд с князьями Александром Невским и Дмитрием Донским, Клыков надеялся продолжить тему русской святости и героизма. Во время создания образа маршала скульптор обращался к устным рассказам современников и собственным детским впечатлениям, а не к документальным свидетельствам.
Четырёхметровая бронзовая скульптура установлена на двухметровом гранитном постаменте. Общая масса композиции составляет 100 тонн. Полководец изображён верхом на своём жеребце Кумире, топчущем копытами штандарты нацистской Германии. Скульптор представил маршала привставшим на стременах во время торжественного Парада Победы 24 июня 1945 года.